# Ascension (musikalbum)
Ascension är ett musikalbum av John Coltrane som lanserades 1966 på skivbolaget Impulse! Records. Skivan kan ses som en vattendelare i Coltranes diskografi då albumen före detta hade mer konventionell musikalisk struktur, medan album efter detta rör sig mot okonventionell frijazz.
Coltrane spelade här in med ett storband där alla musiker får turas om att göra solon. Det enda kravet Coltrane hade var att varje solist skulle avsluta sitt solo med ett crescendo. I början och slutet av inspelningen spelar alla ett tema, likt spåret "Acknowledgment" på skivan A Love Supreme.

## Låtlista
Det finns två inspelningar av "Ascension", som kallas Edition I och Edition II. Edition I är den senare inspelade versionen och gavs ursprungligen ut på Impulse! i februari 1966 (katalognr A-95). Edition II är den första tagningen och den som Coltrane föredrog. Den ersatte Edition I (också som A-95, med "EDITION II" etsat på vinylskivan) några månader efter originalutgåvan. Båda versionerna finns på cd-versionen från 2000.
Musiken är komponerad av John Coltrane.
1. Edition II – 40:57
2. Edition I – 38:31

## Medverkande musiker
- John Coltrane – tenorsaxofon
- Art Davis – kontrabas
- Jimmy Garrison – kontrabas
- Freddie Hubbard – trumpet
- Dewey Johnson – trumpet
- Pharaoh Sanders – tenorsaxofon
- Archie Shepp – tenorsaxofon
- John Tchicai – altsaxofon
- Marion Brown – altsaxofon
- McCoy Tyner – piano
- Elvin Jones – trummor